# Кононенко Наталія Олексіївна
Наталія Олексіївна Кононенко (нар. 25 серпня 1994, Київ) — українська гімнастка, яка брала участь у літніх Олімпійських іграх 2012 року. Вона є дворазовою європейською бронзовою призеркою на різновисоких брусах.

## Кар'єра
На чемпіонаті Європи 2010 року Кононенко набрала 14,625 балів на брусах і 12,600 на балах. Вона виграла бронзову медаль на нерівних брусах з результатом 14.750.
У серії London Prepares 2012 року Кононенко посіла восьме місце на нерівних брусах. Це не дозволило їй кваліфікуватись на Олімпійські ігри.
На чемпіонаті Європи 2012 року Кононенко зі своєю командою фінішувала десятою. Вона також виграла бронзову медаль на нерівних брусах з результатом 15,133.
Кононенко була єдиною представницею України з жіночої художньої гімнастики на літніх Олімпійських іграх 2012 року. У кваліфікаційному раунді вона фінішувала 44-ю у багатоборстві та не потрапила у жоден фінал змагань.
Зараз Кононенко живе на Сонячних островах, штат Флорида, і є тренером.